# Prokšino (stanice metra v Moskvě)
Prokšino (rusky Прокшино) je stanice moskevského metra na Sokolničeské lince. Byla zprovozněna v rámci úseku Salarjevo - Kommunarka. Je pojmenována podle blízké osady.

## Charakter stanice
Stanice Prokšino se nachází ve venkovském okresu Sosenskoje (Сосенское) v rámci Novomoskevského administrativního okruhu v blízkosti osady Prokšino a osady Nikolo-Chovanskoje (Николо-Хованское) v ose silnice Solncevo - Butovo - Varšavskoje šosse.  
Stanice disponuje jedním vestibulem, který se nachází přímo nad nástupištěm a je spojen s nástupištěm prostřednictvím schodišť a výtahů. Východy z vestibulu směřují přes nadchody na obě strany silnice. Design stanice je inspirován starými železničními stanicemi, jako je například stanice Waterloo v Londýně, Pensylvánské nádraží v New Yorku či Kyjevské nádraží v Moskvě. Je zde zastoupena především bílá (nástupiště), červená a žlutá (pokladny a východy) barva. 
V blízkosti stanice se nachází sídliště Dubrovka, Ispanskije kvartaly a Nikolin park. V současné době probíhá výstavba obchodní čtvrti i sídliště Prokšino. Navíc se zde plánuje vybudování horského lyžařského střediska s umělým mořským břehem.  